# Coniopteryx (Coniopteryx) portilloi
Coniopteryx (Coniopteryx) portilloi is een insect uit de familie van de dwerggaasvliegen (Coniopterygidae), die tot de orde netvleugeligen (Neuroptera) behoort. 
Coniopteryx (Coniopteryx) portilloi is voor het eerst wetenschappelijk beschreven door Monserrat in 1982.